# Sandro Mazzinghi
Sandro Mazzinghi (* 3. Oktober 1938 in Pontedera; † 22. August 2020 ebenda) war ein italienischer Boxer im Halbmittelgewicht und Weltmeister nach Version der WBC und WBA, sowie Europameister.

## Leben
Mazzinghi wurde im August 2020 in das Krankenhaus Lotti di Pontedera wegen einer Ischämie eingeliefert. Rund 10 Tage später verstarb er dort am 22. August 2020.

## Karriere
Nach den ersten 16 Siegen in der Profikarriere trat Sandro Mazzinghi gegen Giampaolo Melis an. Nach Punkten verlor Mazzinghi. Am 7. September 1963 kämpfe Mazzinghi gegen Ralph Dupas um die WBC- und WBA-Weltmeisterschaft im Halbmittelgewicht. Sandro gewann den Kampf durch technischen KO in der neunten Runde, sowie den direkten Rückkampf ebenfalls durch technischen K. o. in Runde 13. Nach 3 erfolgreichen Titelverteidigungen und 8 Siegen in Nichttitelkämpfen kämpfte Mazzinghi am 18. Juni 1965 gegen Nino Benvenuti. Diesen Kampf gewann Benvenuti durch K. o. in der sechsten Runde. Den Rückkampf verlor Mazzinghi nach Punkten.
Durch technischen K. o. in Runde 14 konnte Mazzinghi am 11. November 1966 den Europameistertitel, ebenfalls im Halbmittelgewicht, gegen Bo Högberg holen, den er am 9. September 1967 in Mailand mit einem Techn. K.O.-Sieg über den Engländer Wally Swift erfolgreich verteidigte.
Am 26. Mai 1968 gewann Sandro Mazzinghi erneut die WBC- und WBA-Krone im Halbmittelgewicht gegen Ki-Soo Kim durch eine Split Decission. Seine Titelverteidigung gegen Freddie Little bekam keine Wertung. Die Gürtel wurden zurückgegeben.
Der Kampf danach bekam auch keine Wertung und nach weiteren fünf Siegen gegen Aufbaugegner in den Jahren 1969/70 trat Mazzinghi zurück. Sieben Jahre später kehrte er für drei Kämpfe in den Ring zurück, die er auch problemlos nach Punkten gegen unbedeutende Boxer gewann. Sandro Mazzinghi trat 1978 endgültig zurück.